# Parallelia maturescens
Parallelia maturescens là một loài bướm đêm trong họ Erebidae.